# 蘆名盛詮
蘆名 盛詮（あしな もりあきら）は、室町時代中期の武将。蘆名氏の第12代当主。蘆名盛信の子。
宝徳3年（1451年）、父盛信の死により家督を継ぎ当主となるが、家臣団の一部から盛詮の相続に不満を持つ者が現われ蘆名氏内部で内乱が発生した。盛詮は結城直朝の支援を受けて、これを鎮圧している。長禄3年（1459年）から伊達持宗や直朝と抗争するも決着はつかなかった。翌長禄3年（1460年、将軍足利義政から古河公方・足利成氏追討令を発されたが、盛詮は周囲の情勢から従軍はできなかった。
文正元年（1466年）死去し、後を子の盛高が継いだ。